# Бронский, Мечислав Генрихович
Мечислав Генрихович Бронский (Варшавский) (пол. Mieczysław Warszawski-Broński) (1882, Лодзь — 1938, Москва) — российский профессиональный революционер, советский партийно-государственный деятель; временно исполняющий обязанности народного комиссара по делам торговли и промышленности РСФСР.

## Биография
Родился в семье владельца хлопчатобумажной фабрики. По окончании среднего учебного заведения в 1900 году уехал в Мюнхен и поступил в Мюнхенский политехнический институт, в 1903 году перевёлся в Мюнхенский университет на экономический факультет. С 1900 года принимал участие в польском «прогрессивном» студенческом движении, примыкая уже в это время по своим взглядам к социал-демократии, с 1902 года состоял в Социал-демократии Королевства Польского и Литвы. До 1905 года работал главным образом за границей Российской империи. В феврале 1905 года переехал в Варшаву, где работал сначала агитатором, затем членом партийного комитета в ряде городов, подвергаясь непродолжительным арестам. В 1906 году был членом редакции центрального органа партии «Czerwony Sztandar» («Красное Знамя») в Варшаве. Участник революционного движения 1905—1907 годов, с 1906 года член РСДРП. Осенью 1906 года был арестован в Люблине и пробыл в заключении до конца 1907 года. Будучи освобождён до суда, эмигрировал в Швейцарию, жил в Цюрихе и, став членом швейцарской социал-демократической партии, работал в её местной организации. Доктор экономических наук в 1909 году. Был постоянным сотрудником швейцарских партийных органов, одновременно состоял членом партийной группы польской социал-демократической партии. В 1914 издал в Цюрихе под своей подлинной фамилией Варшавский книгу по социально-экономической истории Польши в XVIII в.
С начала Первой мировой войны принимал участие в работах Циммервальдской левой, являясь делегатом от польской социал-демократии на 2-й Циммервальдской, так называемой Кинтальской конференции. Летом 1917 года приехал в Россию. Работал в качестве агитатора и пропагандиста при Петроградском комитете РСДРП(б), а также в редакции польской партийной газеты «Трибуна».
После Октябрьской революции работал в редакции «Правды»; был членом совета Государственного банка, заместителем Народного комиссара торговли и промышленности до весны 1919 года и членом совета ВСНХ. Одновременно состоял членом ВЦИКа нескольких созывов. В 1922 году был дипломатическим представителем в Австрии. Председатель экономического отделения факультета общественных наук в 1923 году. С 1924 года член коллегии НКФ СССР, затем член коллегии Народного комиссариата внешней торговли СССР.
В 1928 был смещён с постов по обвинению в покровительстве «буржуазным экономистам» и использовании их рекомендаций. С 1928 на преподавательской работе: член Коммунистической академии, профессор 1-го МГУ по кафедре экономической политики факультета советского строительства и права, одновременно ответственный редактор журнала «Социалистическое хозяйство». Перед арестом старший научный сотрудник Института экономики Академии наук СССР.
Проживал в Москве по улице Каланчевская, дом 2-А, квартира 3. Арестован 9 сентября 1937 года. Приговорён ВКВС СССР 1 сентября 1938 года по обвинению в участии в контрреволюционной террористической организации. Расстрелян и похоронен на «Коммунарке» в Московской области 1 сентября 1938. Реабилитирован посмертно 21 июля 1956 года, определением Военной коллегии Верховного суда СССР.

## Семья
- Жена: Сюзанна Леонгард (1895—1984) — немецкая писательница. После ареста мужа провела 12 лет в лагерях в Воркуте и Сибири. Сын, к тому времени ставший высокопоставленным восточногерманским политиком, добился её освобождения в 1948.
- Дочь: Ванда Броньская-Пампух[нем.] (1911—1972) — немецкая писательница. После ареста отца провела 8 лет в лагерях на Колыме и на Охотском море. Освобождена по ходатайству польского правительства. Публиковалась под псевдонимом «Альфред Бурмейстер».
- Сын (приёмный): Вольфганг Леонгард (1921—2014) — немецкий историк. После ареста приёмного отца содержался в детдоме. В 1945—1949 участвовал в создании местной администрации в советской зоне оккупации Германии. В 1949 эмигрировал сначала в Югославию, затем в ФРГ.

## Труды
- «Die gutsherrlich-bauerlichen Verhältnisse und die Bauernfrage in Polen im XVIII Jahrh.», Zürich, 1914
- «Wer soll die Kriegsrechnung bezahlen» (1920)
- «За оздоровление денег. О денежной реформе» (1924)
- «Основные вопросы нашей экономической политики. Итоги XIV съезда ВКП(б)» (1926)
- «Финансовая политика СССР» (1928).
- «Проблемы экономической политики СССР». — Москва; Ленинград: Государственное издательство, 1928 [1929]. — 165 с.— (Библиотека социально-экономических знаний)

Также опубликовал ряд статей в журнале «Социалистическое Хозяйство», в «Вестнике Коммунистической академии» и др.